# Leteće Špagetno Čudovište
Leteće Špagetno Čudovište ili Leteće Špageti-Čudovište (akr. FSM, od engl. Flying Spaghetti Monster), božanstvo koje štuje Crkva Letećeg Špagetnog Čudovišta ili pastafarizam (pastafarijanstvo), pokret koji promiče bezbrižan nazor o religiji i protivi se poučavanju inteligentnog dizajna i kreacionizma u javnim školama. Iako sljedbenici opisuju pastafarizam kao pravu, autentičnu religiju, mediji je općenito opisuju kao parodijsku religiju.
"Leteće Špagetno Čudovište" prvi je put opisao Bobby Henderson 2005. godine u satiričnu otvorenom pismu koje je sastavio da bi prosvjedovao protiv odluke Odbora za obrazovanje Države Kansasa kojom se dopuštalo poučavanje inteligentnog dizajna kao alternative evoluciji u nastavi znanosti u javnim školama. U tom je pismu Henderson satirizirao kreacionističke ideje tako što je ispovijedio svoju vjeru u to da svaki put kad neki znanstvenik datira ugljikom neki predmet, pojavi se nadnaravni stvoritelj koji gotovo sliči špagetima i mesnim okruglicama i "mijenja rezultate sa Svojim Nudlastim Privjeskom". Henderson je tvrdio da su njegova vjerovanja jednako valjana kao i ona inteligentnog dizajna i zatražio da se letećešpagetnočudovištanstvu dodijeli jednako vrijeme u nastavi znanosti pored inteligentnog dizajna i evolucije. Nakon što je Henderson objavio svoje pismo na svojem mrežnom mjestu Leteće Špagetno Čudovište brzo je postalo internetski fenomen i simbol opozicije poučavanju inteligentnog dizajna u javnim školama.
Pastafarističke dogme općenito su satire kreacionizma. One su prikazane i na Hendersonovu mrežnom mjestu Crkve Letećeg Špagetnog Čudovišta, gdje je on opisan kao "prorok", te u Evanđelju po Letećem Špagetnom Čudovištu, koje je napisao Henderson, a izdao Villard Press 2006. godine. Centralno je vjerovanje da je nevidljivo i nedetektibilno Leteće Špagetno Čudovište stvorilo svemir. Pirati se časte kao originalni pastafaristi ili pastafarijanci (kovanica od pasta i rastafarist, odn. rastafarijanac). Henderson tvrdi da je smanjenje broja pirata tijekom godina uzrok globalnog zatopljenja (podsjetnik na koncept da korelacija ne implicira kauzalitet). Zajednica FSM-a okuplja se na Hendersonovu mrežnom mjestu da bi razmijenila ideje o Letećem Špagetnom Čudovištu i izradila slike s njegovim prikazom te raspravila o "ukazanjima" Letećeg Špagetnog Čudovišta.
Zbog svoje popularnosti i eksponiranosti Leteće Špagetno Čudovište često se rabi kao suvremena verzija Russellova čajnika – argument po kojem filozofsko breme dokazivanja leži na onome tko izriče neopovrgljive tvrdnje, a ne na onome tko ih odbacuje. Leteće Špagetno Čudovište hvalila je znanstvene zajednice,a kritizirali su ga zagovornici inteligentnog dizajna. Pastafaristi su se uključili u religijske sporove, uključujući onaj u okrugu Polku na Floridi gdje su odigrali ulogu u odvraćanju odbora mjesne škole da usvoji nova pravila o poučavanju evolucije.

## Utjecaj

### Uporaba u religijskim sporovima
Pastafarist Giorgos Loizos bio je uhićen u Grčkoj 21. rujna 2012. pod optužbom zlonamjerne blasfemije i uvrede religije jer je stvorio satiričku stranicu na Facebooku koju je nazvao »starac Pasticije« (grč. Γέροντας Παστίτσιος, engl. Elder Pastitsios) po vrlo poznatu preminulom grčkom pravoslavnom monahu starcu Pajsiju pri čemu je njegovo ime i lice zamijenio pasticiom – lokalnim jelom s paštom i bešamel-umakom. Ovaj slučaj, koji je počeo kao flame na Facebooku, dospio je do grčkog parlamenta i stvorio snažnu političku reakciju na uhićenje.

## Više informacija
- Crkva SubGeniusa
- diskordijanizam
- evolucija kao činjenica i teorija
- inteligentno padanje
- Nevidljivi Ružičasti Jednorog
- reductio ad absurdum

## Vanjske poveznice
- mrežno mjesto Crkve Letećeg Špagetnog Čudovišta
- Hendersonovo otvoreno pismo kanzaskom odboru za obrazovanje